# Randy West (diễn viên)
Randy West (sinh ngày 12 tháng 10 năm 1947) là một diễn viên khiêu dâm Mỹ đã nghỉ hưu.

## Tuổi thơ và sự nghiệp trước khi hành nghề khiêu dâm
West lớn lên ở thành phố New York và chuyển đến miền nam Florida vào cuối những năm 1960. Ông ban đầu đã khao khát chơi bóng chày chuyên nghiệp và theo học tại trường Đại học Miami cho học bổng môn bóng chày . Sau đó ông thay đổi hướng đi và quyết định theo đuổi sự nghiệp âm nhạc, biểu diễn trong một vài ban nhạc rock nhưng không thành công trong suốt thập kỷ tiếp theo. West cũng làm việc trong một mô hình nghệ thuật làm người mẫu khỏa thân trong giai đoạn này . Sau đó ông chuyển đến California vào năm 1979 và trở thành vũ công và là một thành viên của Chippendal nhảy khỏa thân trong các sự kiện tư nhân tổ chức từ năm 1980 tới năm 1992.

## Sự nghiệp diễn xuất
Sự nghiệp đóng phim khiêu dâm của West bắt đầu từ năm 1978 với sự xuất hiện trong phim Mystique trong khi anh vẫn còn đang sống ở Florida. Vào tháng 8 năm 1980, anh đã thu hút được sự chú ý khi trở thành người mẫu đầu tiên xuất hiện trong phần tập trung của tạp chí Playgirl với sự cương cứng. Sau đó, trong sự nghiệp của mình, anh được mời đóng vai Robert Redford trong bộ phim Indecent Proposal năm 1993 của Paramount Pictures . Anh đã biểu diễn với rất nhiều nữ diễn viên tình dục trẻ tuổi trong sự nghiệp đầu đời của họ, bao gồm Seka, Jenna Jameson và Tera Patrick. Trên thực tế, West đã được cho là đã có được sự đóng góp cho tương lai tươi sáng của các ngôi sao như Jameson và Patrick. Ngoài ra, anh cũng là nghệ sĩ nam đầu tiên làm việc với các ngôi sao có tiềm năng tương lai như Victoria Paris và Ashlyn Gere .
Biểu diễn tình dục trên màn hình của West đã được các nhà quan sát đề cập đến như là một người "cọc người" của con người. Anh đã xuất hiện như một người biểu diễn trong hơn 1.300 bộ phim khiêu dâm, cùng với khoảng 2.500 nữ diễn viên tình dục.

## Đời tư
Cha và ông của West đã chết vì những cơn bệnh đau tim. Chính bản thân anh cũng bị đau tim vào ngày 2 tháng 6 năm 2009 khi tập thể thao tại phòng tập thể dục và phải trải qua phẫu thuật khẩn cấp để điều chỉnh sự tắc nghẽn trong chi nhánh trước của động mạch vành trái, thường được gọi là Widow maker. Anh đã nhận được một dự báo tốt về sức khỏe cho sự phục hồi.
West không bao giờ lập gia đình và không có con, điều mà anh ta cho rằng sự nghiệp của anh đã khiến anh khó có thể tạo lập được "mối quan hệ bình thường" . Vào năm 2011, West chuyển đến sống ở Las Vegas. Anh cho rằng anh đã nghỉ hưu vì ngành giải trí công nghiệp cơ sở vật chất nằm Los Angeles và anh không thích sống ở đó nữa. Đến năm 2013, anh đã dành thời gian tranh tài trong các giải đấu golf danh tiếng cho các hoạt động từ thiện

## Giải thưởng
- 1993 – Lifetime Achievement Award from the Free Speech Coalition[1]
- FOXE Award for Fan Favourite (Male) in '94, '95, '96 and '97[1]
- XRCO 1994 – Best Pro-Am Series, Up and Cummers[1]
- XRCO 1995 – Best Pro-Am Series, Up and Cummers[1]
- AVN 1995 – Best Pro-Am Tape, Up and Cummers 7[1]
- AVN 1997 – Best Pro-Am Tape, Up and Cummers 33[1]
- AVN 1999 – Best Ethnic-Themed Series, Up and Cummers
- AVN 1999 – Best Pro-Am or Amateur Series, Up and Cummers[10]
- AVN 2001 – Best Pro-Am or Amateur Series, Up and Cummers[10]
- AVN 2002 – Best Pro-Am or Amateur Series, Up and Cummers[10]
- AVN 2008 – Silverback of the Porn Industry, "He eats first"
- Listed at number 29 on the "List of Top 50 Porn Stars of All Time" by Adult Video News.
- Member of the AVN, FOXE and XRCO Halls of Fame[1]
- Nominated in the AVN 'Best Actor' category 15 times[1]